# جمهوريات البوير
جمهوريات البوير (يُشار إليها أحيانًا باسم ولايات البوير) كانت جمهوريات مستقلة تتمتع بالحكم الذاتي شكّلها (خاصةً في النصف الأخير من القرن التاسع عشر) سكان مستعمرة كيب الناطقون بالهولندية وأحفادهم. استقر المؤسسون -الذين أطلق عليهم أسماء مختلفة مثل التريكبوير والبوير والفورتريكيرز (المهاجرين الأوائل)- بشكل رئيسي في الأجزاء الوسطى والشمالية والشمالية الشرقية والشرقية من جنوب إفريقيا الحالية. حصلت جمهوريتان من جمهوريات البوير على اعتراف دولي واستقلال كامل: جمهورية إفريقيا الجنوبية وأورانج فري ستيت. لم تنص الجمهوريتان على الفصل بين الكنيسة والدولة، إذ سمحتا في البداية بوجود الكنيسة المصلحة الهولندية فقط، ثم سمحتا أيضًا بوجود الكنائس البروتستانتية الأخرى التي تتبع مذهب الكالفينية (تحديدًا الكالفينية الأفريكانية) في وقت لاحق. انتهت الجمهوريات بعد حرب البوير الثانية 1899-1902، التي أسفرت عن ضم بريطانيا لها ثم (في عام 1910) دمج أراضيها في اتحاد جنوب إفريقيا.

## الخلفية
قامت شركة الهند الشرقية الهولندية لأول مرة بمنح الأراضي للبورغرز (السكان) الأحرار في عام 1657. أنشأ البورغرز الأحرار مستعمرتين عند نهر ليسبيك بالقرب من روندبوش في كيب الغربية. بعد عملية تقديم الطلبات، شكّل البورغرز الأحرار مجموعتين، أطلقت المجموعة الأولى اسم مستعمرة هارمان على مستعمرتها وأطلقت المجموعة الثانية اسم مستعمرة ستيفن على مستعمرتها. بحلول عام 1670، قررت شركة الهند الشرقية الهولندية منح أراضٍ إضافية للبورغرز الأحرار لزيادة إنتاج الحبوب بغرض الاستدامة إذ كان يجب استيراد الحبوب. توسعت مستوطنات البورغرز الأحرار تدريجيًا نحو المناطق الداخلية من جنوب إفريقيا.
استولت المملكة المتحدة على رأس الرجاء الصالح من هولندا باعتبارها قوة استعمارية في عام 1806. في وقت لاحق، رحل عدد من سكانها الناطقين بالهولندية إلى الداخل، في البداية بأعداد صغيرة، ثم في مجموعات كبيرة تصل إلى نحو مائة شخص، وبعد عام 1834، تجاوزت أعدادهم عدة مئات. كانت هناك العديد من الأسباب التي دفعت البوير لمغادرة مستعمرة الكيب؛ وكانت قوانين اللغة من بين الأسباب الأولية. أعلن البريطانيون أن اللغة الإنجليزية هي اللغة الوحيدة في مستعمرة كيب وحظروا استخدام اللغة الهولندية. وبما أن الكتاب المقدس والكنائس والمدارس والثقافة لدى العديد من المستوطنين كانت هولندية، سبب ذلك الكثير من المشاكل. ألغت بريطانيا العبودية في عام 1834 وخصصت مبلغ 1,200,000 جنيه إسترليني تعويضًا عن رقيق المستوطنين الهولنديين. اعترض المستوطنون الهولنديون على شرط تقديم مطالباتهم في بريطانيا واعترضوا على أن قيمة العبيد كانت أضعاف المبلغ المخصص. سبب ذلك مزيدًا من الاستياء في أوساط المستوطنين الهولنديين.
كان يُشار إلى المهاجرين البوير باسم الفورتريكرز خلال فترة الهجرة الكبرى، وهي عدة حركات جماعية حدثت خلال ثلاثينيات وأربعينيات القرن التاسع عشر. في 22 يناير 1837، وجه بيت ريتيف رسالة إلى الإدارة الاستعمارية البريطانية قائلًا «نحن نغادر هذه المستعمرة تحت التأكيد الكامل بأن الحكومة الإنجليزية ليس لديها ما تطلبه منا بعد ذلك، وستسمح لنا بحكم أنفسنا دون تدخلها في المستقبل».

## جمهورية سويليندام
بحلول عام 1795 أدى عدم الرضا تجاه شركة الهند الشرقية الهولندية إلى ثورة سكان سويليندام، وفي 17 يونيو 1795، أعلنوا أنفسهم جمهورية. تعين هيرمانوس ستاين رئيسًا لجمهورية سويليندام. بدأ سكان سويلندام يطلقون على أنفسهم اسم «السكان الوطنيين» -على غرار الثورة الفرنسية. مع ذلك، لم تدم الجمهورية طويلًا وانتهت في 4 نوفمبر 1795 عندما احتلت مملكة بريطانيا العظمى منطقة كيب.

## جمهورية جنوب إفريقيا
انشق كل من لويس تريغارت وجان فان رينسبورغ عن مجموعة هندريك بوتجيتر وأسسا زوتبانسيرغ. بقيت مجموعة بوتجيتر عند نهر فيت وأسست بلدة تدعى وينبرغ.
ترجع أصول تأسيس جمهورية جنوب إفريقيا إلى عام 1837 عندما هزمت قوات بوتجيتر وبييت أويس قوة ماتابيلي الغازية التابعة للملك مزيليكازي وطردتها نحو الوراء عبر نهر ليمبوبو. أعلن بوتجيتر أن الأراضي الواقعة شمال وجنوب نهر فال تابعة للبوير: بدأ البوير بالاستيطان على جانبي نهر فال، وفي مارس 1838، قدم بوتجيتر وأويس ورجال المغاوير الإغاثة لجيريت ماريتز، وفي أوائل أبريل 1838، قُتل أويس وابنه. خلال شهر أبريل 1838، عاد بوتجيتر إلى المنطقة الواقعة شمال نهر فال وأسس بلدة بوتشيفستروم. في هذا الوقت، شملت هذه البلاد الجديدة المنطقة الواقعة شمال (بوتشيفستروم) وجنوب (وينبرغ) نهر فال.

## أورانج فري ستيت
في يونيو 1852، عُقد اجتماع عام في بلومفونتين حيث صوت جميع الشعب الأوروبي على قرار ما إذا كان يجب السعي للاستقلال أو البقاء تحت الحكم البريطاني. صوتت الغالبية العظمى من الشعب لصالح البقاء تحت الحكم البريطاني، لكن السير هاري سميث كان لديه تعليمات بتسليم البلاد إلى البوير. في عام 1853، أُرسل السير جورج كليرك مفوضًا خاصًا لتسليم الأرض وإقامة حكم ذاتي. أرسل 16,000 شخص وفدًا من النواب لإبلاغ كليرك بأن الشعب يرغب في البقاء تحت حكم بريطانيا. مع ذلك، كان لدى كليرك تعليمات واضحة بإقامة حكم ذاتي، ووافق مع أقلية من البويريين يمثلها ج. هوفمان على اتفاقية الاستقلال.

## الاعتراف الدولي
اعترفت المملكة المتحدة بالشعب الواقع شمال نهر فال في جمهورية جنوب إفريقيا دولة مستقلة بتوقيع اتفاقية نهر ساند في 17 يناير.
اعترفت المملكة المتحدة بأورانج فري ستيت في 17 فبراير 1854. أصبحت أورانج فري ستيت مستقلة في 23 فبراير 1854 بتوقيع اتفاقية بلومفونتين أو اتفاقية نهر أورانج. أُطلق على أورانج فري ستيت لقب «الجمهورية النموذجية».
تطورت كل من ترانسفال وأورانج فري ستيت إلى دولة مستقلة ناجحة معترف بها من قبل هولندا وفرنسا وألمانيا وبلجيكا والولايات المتحدة وبريطانيا. استمرت هاتان الدولتان في الوجود لعدة عقود، رغم حرب البوير الأولى مع بريطانيا. مع ذلك، أدت التطورات اللاحقة، بما في ذلك اكتشاف الماس والذهب في هاتين الولايتين، إلى حرب البوير الثانية. في هذه الحرب، هُزمت ترانسفال وأورانج فري ستيت وضُمتا من قبل القوات البريطانية الكبرى، ولم يعد لهما وجود في 31 مايو 1902 بتوقيع معاهدة فيرينجن. تأسست سيادة بريطانية جديدة، وهي اتحاد جنوب إفريقيا، بموجب قانون جنوب إفريقيا لعام 1909، وأصبحت ترانسفال وأورانج فري ستيت مقاطعتين بالإضافة إلى كيب وناتال.